# Palais Wellisch
Le Palais Wellisch (en hongrois : Wellisch-palota) est un édifice situé dans le 5e arrondissement de Budapest. Il est situé dans le quartier de Lipótváros, sur Kossuth Lajos tér au sud du Parlement hongrois. Il s'agit du siège des services du Premier ministre de Hongrie.